# Заостровечский сельсовет
Заостровечский сельсовет — административная единица на территории Клецкого района Минской области Республики Беларусь. Административный центр — агрогородок Заостровечье.

## Географическое положение
Заостровечский сельский Совет расположен в юго-восточной части Клецкого района.

## История
Заостровечский сельский Совет, как административно-территориальная единица, берёт своё начало со второй половины XIX века — время организации Заостровечской волости, куда входило 19 деревень, 1 застенок, 9 имений, 1 село, 2 фольварка, 2 хутора — всего 34 единицы местности с 4105 десятинами земли, 232 дворами.
4 мая 1926 года из числа земель былой Заостровечской волости была создана Заостровечская гмина Несвижского повета, Новогрудского воеводства с 34 населенными пунктами, 2186 жителями из 546 дворами.
В 1939 году был основан Заостровечский сельский Совет Клецкого района Минской области.
На основании решения Минского областного Совета депутатов от 30 октября 2009 года № 219 «Об изменении административно-территориального устройства Минской области» изменены границы территорий Заостровечского и Грицевичского сельсоветов. Населенные пункты Заостровечского сельсовета Драбовщина, Орешница, Чаша включены в состав Грицевичского сельсовета.
В 2008 году деревня Заостровечье преобразована в агрогородок.

## Демография
По состоянию на 2015 год в сельсовете 2268 человек, 1024 домовладения.

## Состав
Заостровечский сельсовет включает 4 населённых пункта:
- Заостровечье — агрогородок[1].
- Логновичи — деревня.
- Островчицы — деревня.
- Староселье — деревня.

Упразднённые населённые пункты на территории сельсовета (переданы в состав Грицевичского сельсовета):
- Драбовщина — деревня.
- Орешница — деревня.
- Чаша — деревня.

## Производственная сфера
- СПК «Заостровечье». Производственное направление — мясо-молочное. Имеется птицеферма.
- РКУП «Клецкое ЖКХ» Участок Заостровечье

## Социально-культурная сфера
- УО « Заостровечская ГОСШ». Основана в 1869 году, когда в Заостровечской волости было открыто Заостровечское народное училище. 1928 году начала работать семилетняя школа, а с 1963 года — средняя школа.
- Историко-этнографический музей деревни Заостровечье, созданный к 60-летию Победы советского народа в Великой Отечественной войне.
- Заостровечский ясли-сад
- Заостровечский сельский Дом культуры, Заостровечская сельская библиотека, Логновичская библиотека-клуб, Старосельская библиотека-клуб.
- УЗ «Заостровечская участковая больница» и ФАП в Староселье.